# دانشگاه آمریکایی لبنان
دانشگاه آمریکایی لبنان (به عربی: الجامعة اللبنانیة الأمریکیة) یک دانشگاه خصوصی در لبنان است که در بیروت واقع شده‌است.

## رتبه بندی
در رتبه‌بندی دانشگاه‌های جهان QS در سال 2022 دانشگاه آمریکایی لبنان در رده 590-581 دنیا قرار گرفته‌است.

## دانشکده ها
دانشکده های دانشگاه آمریکایی لبنان عبارتند از:
- دانشکده معماری و طراحی
- دانشکده علوم و هنر
- دانشکده کسب و کار
- دانشکده مهندسی
- دانشکده پزشکی
- دانشکده پرستاری
- دانشکده داروسازی